# Heiner Schober
Heiner Schober (eigentlich Heinz Schober; * 25. Juli 1927 in Reutlingen; † 14. Dezember 2009) war ein deutscher Fußballspieler. Er spielte auf der Position des Torhüters.

## Leben
Heiner Schober, der vom Turnerbund Reutlingen zum SSV Reutlingen 05 kam, spielte zunächst als Verteidiger und Mittelläufer. Nachdem er bei einem Spiel der vierten Mannschaft des SSV Reutlingen den fehlenden Torhüter ersetzte, empfahl er sich auf dieser Position für die erste Mannschaft des SSV. 1949 spielte Heiner Schober in der Gruppe Süd der Oberliga Südwest erstmals in einem Pflichtspiel für die erste Mannschaft des SSV Reutlingen. Nach der Meisterschaft in der südwestdeutschen Gruppe Süd in der Oberligasaison 1949/50 und der südwestdeutschen Vizemeisterschaft nach einer Niederlage gegen den 1. FC Kaiserslautern spielte bei der 0:1-Niederlage der Reutlinger in der Endrunde um die deutsche Meisterschaft 1950 Schobers Konkurrent Bernhard Braun.
Nach dem folgenden Verbandswechsel des SSV Reutlingen von der Oberliga Südwest in die Oberliga Süd absolvierte Schober für den SSV in der Saison 1950/51 22 Ligaspiele und somit 10 Spiele mehr als Bernhard Braun. Zum Saisonende stieg er mit dem SSV in die II. Division ab. Die Saison 1953/54 endete für Heiner Schober und seine Reutlinger mit dem Aufstieg in die Oberliga Süd.
In der Oberligaspielzeit 1954/55 brach sich Schober gegen den BC Augsburg am 24. April 1955 im letzten Heimspiel des SSV Reutlingen, bis zu dem er die komplette Saison durchgespielt hatte, durch einen Zusammenstoß mit seinem Gegenspieler Georg Platzer kurz vor dem Ende der ersten Halbzeit den Arm. Nachdem der eigentliche Feldspieler Willi Meßmer seinen Platz im Tor übernommen hatte, trug der verletzte Schober in der restlichen Spielzeit als Außenstürmer zum 1:0-Heimsieg des SSV Reutlingen in dieser Partie bei. Obwohl der SSV Reutlingen ohne seinen verletzten Stammtorhüter Schober das letzte Saisonspiel gegen den FSV Frankfurt verlor, wurde Heiner Schober mit dem SSV Vizemeister in der Oberliga Süd. Bei den anschließenden Niederlagen seiner Reutlinger in der Qualifikationsrunde der Endrunde um die deutsche Meisterschaft 1955 gegen den SV Sodingen und Wormatia Worms spielte Schober wegen seines Armbruchs erneut nicht.
In der anschließenden Oberligaspielzeit gab Schober am 1. Spieltag sein Comeback und kam zu 25 Saisoneinsätzen. Diese Saison endete für Schober und seine Reutlinger mit dem Abstieg. In der II. Division 1956/57 trug Heiner Schober in 26 Ligaspielen zum direkten Wiederaufstieg seiner Mannschaft in die Oberliga Süd bei. Am 18. April 1957 stieß Schober in einem Freundschaftsspiel gegen Vienna Wien mit dem Stürmer Hans Buzek zusammen. Wegen der dabei erlittenen Verletzung musste sich Heiner Schober am Knie operieren lassen. Der SSV Reutlingen verpflichtete aufgrund der schweren Verletzung seines bisherigen Stammtorhüters Schober Karl Bögelein.
Am 30. November 1958 wurde Heiner Schober gegen den 1. FC Nürnberg durch den SSV erstmals nach seiner Verletzung wieder in einem Oberligaspiel eingesetzt. Sein 9. Einsatz in der Saison 1958/59 am 22. Februar 1959 gegen Kickers Offenbach blieb Schobers letzter Einsatz in der Oberliga Süd. Insgesamt spielte er für den SSV Reutlingen in 85 Spielen in dieser Liga. In der Saison 1965/66 kehrte Heiner Schober nach einem Beinbruch des damaligen Reutlinger Stammtorhüters Theo Diegelmann für zwei Spiele in der zu diesem Zeitpunkt zweitklassigen Regionalliga Süd in das Tor der ersten Mannschaft des SSV Reutlingen zurück.